# مونارو
مونارو (به انگلیسی: Monaro) ناحیه‌ای واقع در ایالت نیو ساوت ولز در استرالیا می‌باشد.